# Championnats du monde d'escrime 1978
Navigation
Édition précédente Édition suivante
Les championnats du monde 1978 se sont déroulés à Hambourg en RFA du 12 juillet au 22 juillet 1978. Ils sont organisés par la Fédération allemande d'escrime sous l’égide de la Fédération internationale d'escrime.

## Épreuves
La compétition comprend cette année-là 8 épreuves (deux féminines et 6 masculines) :
- Féminines
  - Fleuret individuel
  - Fleuret par équipe
- Masculines
  - Fleuret individuel
  - Fleuret par équipe
  - Epée individuelle
  - Epée par équipe
  - Sabre individuel
  - Sabre par équipe

## Médaillés
| Épreuves           | Or                                                                                              | Argent | Bronze                                                                                          |
| ------------------ | ----------------------------------------------------------------------------------------------- | --- | ----------------------------------------------------------------------------------------------- |
| Épée               |                                                                                                 | |                                                                                                 |
| Hommes individuel  | Alexander Pusch                                                                                 | Philippe Riboud | Hans Jacobson                                                                                   |
| Hommes par équipes | Hongrie- Csaba Fenyvesi - Ernő Kolczonay - Jenő Pap - István Osztrics - Győző Kulcsár           | Union soviétique- Boris Lukomskiy - Ashot Karagyan - Leonid Dunayev - Aleksandr Abushakhmetov - Valeriy Khondogo   | Suède- Johan Harmenberg - Rolf Edling - Göran Malkar - Hans Jacobson - Carl von Essen           |
| Fleuret            |                                                                                                 | |                                                                                                 |
| Hommes individuel  | Didier Flament                                                                                  | Aleksandr Romankov                                                                                                 | Harald Hein                                                                                     |
| Hommes par équipes | Pologne- Bogusław Zych - Adam Robak - Arkadiusz Godel - Marian Sypniewski - Leszek Martewicz    | France- Didier Flament - Frédéric Pietruszka - Bruno Boscherie - Philippe Bonin - Pascal Jolyot                    | Union soviétique- Aleksandr Romankov - Volodymyr Smyrnov - Vladimir Denisov - Vladimir Lapitsky |
| Femmes individuel  | Valentina Sidorova                                                                              | Katarína Ráczová                                                                                                   | Cornelia Hanisch                                                                                |
| Femmes par équipes | Union soviétique- Olga Knyazeva - Valentina Sidorova - Nailya Gilyazova - Elena Novikova-Belova | Pologne- Jolanta Królikowska - Barbara Wysoczańska - Agnieszka Dubrawska - Delfina Olek-Skąpska                    | Roumanie- Suzana Ardeleanu - Viorica Țurcanu - Magdalena Chezan - Marcela Moldovan-Zsak         |
| Sabre              |                                                                                                 | |                                                                                                 |
| Hommes individuel  | Viktor Krovopuskov                                                                              | Mikhaïl Bourtsev                                                                                                   | Michele Maffei                                                                                  |
| Hommes par équipes | Hongrie- Imre Gedővári - Pál Gerevich - Ferenc Hammang - Zoltán Nagyházi - György Nébald        | Union soviétique- Mikhaïl Bourtsev - Vladimir Nazlymov - Viktor Krovopuskov - Aleksandr Nikishin - Viktor Bazhenov | Italie- Michele Maffei - Angelo Arcidiacono - Mario Aldo Montano - Gianfranco Dalla Barba       |

## Tableau des médailles
| Rang | Nation               | Or | Argent | Bronze | Total |
| ---- | -------------------- | -- | ------ | ------ | ----- |
| 1    | Union soviétique     | 3  | 4      | 1      | 8     |
| 2    | Hongrie              | 2  | 0      | 0      | 2     |
| 3    | France               | 1  | 2      | 0      | 3     |
| 4    | Pologne              | 1  | 1      | 0      | 2     |
| 5    | Allemagne de l'Ouest | 1  | 0      | 2      | 3     |
| 6    | Tchécoslovaquie      | 0  | 1      | 0      | 1     |
| 7    | Italie               | 0  | 0      | 2      | 2     |
| 7    | Suède                | 0  | 0      | 2      | 2     |
| 9    | Roumanie             | 0  | 0      | 1      | 1     |